# Този, Родригу
Родри́гу Анто́ниу Ломба́рду То́зи (порт. Rodrigo Antonio Lombardo Tosi; 6 января 1983, Куритиба, Бразилия), более известный как Родригу Този (порт. Rodrigo Tosi) — бразильский футболист, нападающий.

## Карьера
Родригу родился в Куритибе и начал свою карьеру в команде «Малутром» в 2002 году, предварительно играя за молодежную команду. В 2004 году Тоси отправился в Бруней и перешел в клуб ДПММ. Однако, уже через несколько месяцев он вернулся на родину, в клуб «Жоинвиль». Следующим клубом игрока стал «Ираклис» из Греции, а уже в июле 2008 года Тоси переехал в Швейцарию, в клуб «Ольтен». Позднее, в том же году он перешел в «Ксамакс». Всего за клуб в чемпионате провел 22 матча и забил 6 голов.